# Vlastislav (Hazlov)
Táborská (korábban Táborská, németül Seichenreuth) jelenleg Hazlov településrésze Csehországban a Karlovy Vary-i kerület Chebi járásában.

## Fekvése
Az Aši-kiszögellés déli részén, Hazlovtól 3 kilométerre délnyugatra fekszik.

## Története
Írott források elsőként 1322-ben Sewkenrewt néven említik. Ezt követően az oklevelek Seukenreuth, Schewkenrewt, Seikeinreit és Seiscenreit neveken is említik. A középkorban a hazlovi és libái nemesek, valamint a chebi váruradalom jobbágyai lakták. A chebi bíróság 1357-ből származó bejegyzése egy hazlovi kovács által meggyilkolt helyi lakosról tesz említést. Az 1924-ben község rangra emelt települést előbb Polná községhez, majd Ostroh (Seeberg) községhez csatolták. 1965 óta Hazlov településrésze. 2016-ban Táborskáról Vlastislavra változott a neve.

## Nevezetességek
- A településen fennmaradt néhány hagyományos, a chebi régióra jellemző, favázas szerkezetű lakóház.

## Fordítás
- Ez a szócikk részben vagy egészben a Táborská (Hazlov) című cseh Wikipédia-szócikk ezen változatának fordításán alapul.  Az eredeti cikk szerkesztőit annak laptörténete sorolja fel. Ez a jelzés csupán a megfogalmazás eredetét és a szerzői jogokat jelzi, nem szolgál a cikkben szereplő információk forrásmegjelöléseként.